# Midland, Pennsylvania
Midland är en kommun (borough) i Beaver County i Pennsylvania. Vid 2010 års folkräkning hade Midland 2 635 invånare.